# Poleska Dolina Bugu
Poleska Dolina Bugu (kod PLH060032) – specjalny obszar ochrony siedlisk sieci Natura 2000, zlokalizowany na terenie  województwa lubelskiego. Obszar obejmuje powierzchnię 8173,24 ha. Teren składający się z sześciu powiązanych ze sobą enklaw wyznaczony został w celu długotrwałego zabezpieczenia naturalnych siedlisk życia oraz populacji zagrożonych wymarciem gatunków roślin (starodub łąkowy 'Angelica palustris) oraz zwierząt (z wyłączeniem ptaków) takich jak:
czerwończyk fioletek Lycaena helle,
czerwończyk nieparek Lycaena dispar,
koza Cobitis taenia,
kumak nizinny Bombina bombina,
modraszek nausitous Maculinea (Phengaris) nausithous,
modraszek telejus Maculinea (Phengaris) teleius,
piskorz Misgurnus fossilis,
przeplatka aurinia Euphydryas (Eurodryas, Hypodryas) aurinia,
przeplatka maturna Hypodryas maturna,
sówka puszczykówka Xylomoia strix,
szlaczkoń szafraniec Colias myrmidone oraz
wydra Lutra lutra.

## Siedliska pod ochroną(zkodem siedlisk)
- 3150 starorzecza i naturalne eutroficzne zbiorniki wodne ze zbiorowiskami z Nympheion, Potamion;
- 6210 murawy kserotermiczne (Festuco-Brometea i ciepłolubne murawy z Asplenion septentrionalis Festucion pallentis)
- 6410 Zmiennowilgotne łąki trzęślicowe (Molinion)
- 6430  ziołorośla górskie (Adenostylion alliariae) i ziołorośla nadrzeczne (Convolvuletalia sepium)
- 6510 niżowe i górskie świeże łąki użytkowane ekstensywnie (Arrhenatherion elatioris),
- 7230 górskie i nizinne torfowiska zasadowe o charakterze młak, turzycowisk i mechowisk,
- 91E0 łęgi wierzbowe, topolowe, olszowe i jesionowe (Salicetum albo-fragilis, Populetum albae,Alnenion glutinoso-incanae) i olsy źródliskowe,